# 罗素·柯克

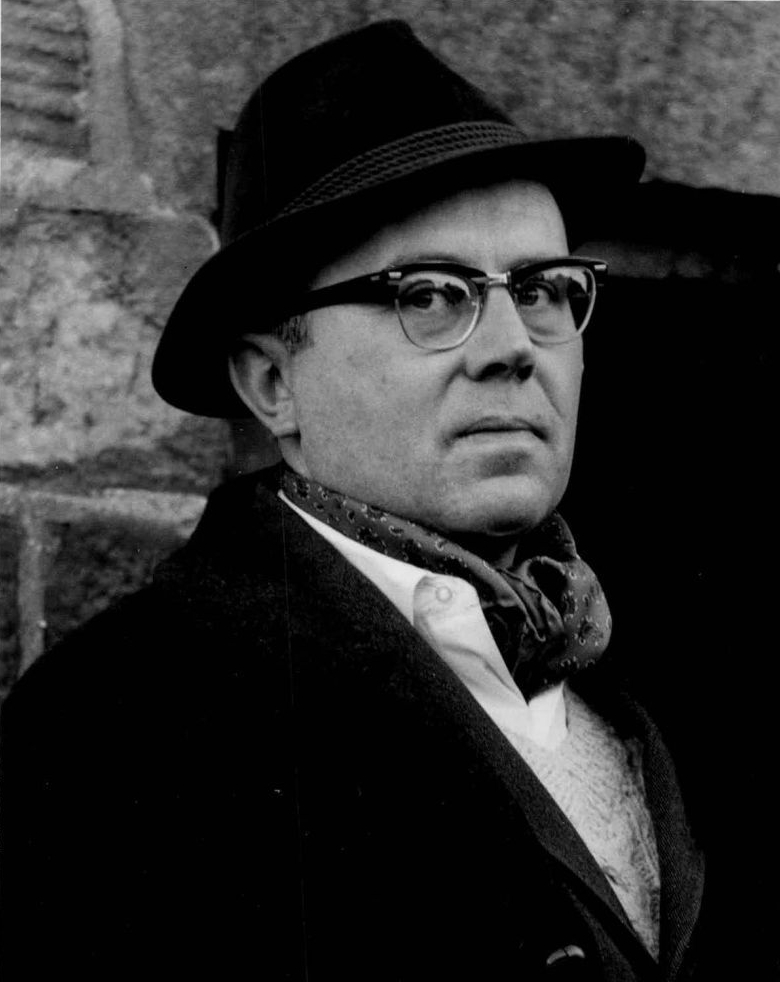
罗素·柯克

罗素·柯克（Russell Kirk，1918年—1994年4月29日）， 是美国政治理论家，现代保守主义的奠基人之一。他在1953年的著作《保守主义的心灵》是第二次世界大战后美国保守思想的重要著作。1974年出版著作《美國秩序的根基》。1989年，柯克被美國總統罗纳德·里根授予“总统公民奖章”。